# Umbrina canosai
Umbrina canosai is een straalvinnige vis uit de familie van ombervissen (Sciaenidae) en behoort derhalve tot de orde van baarsachtigen (Perciformes). De vis kan een lengte bereiken van 40 cm. 

## Leefomgeving
Umbrina canosai komt in zeewater en brak water voor. De vis prefereert een subtropisch klimaat en leeft hoofdzakelijk in de Atlantische Oceaan. De diepteverspreiding is 0 tot 200 m onder het wateroppervlak. 

## Relatie tot de mens
Umbrina canosai is voor de visserij van groot commercieel belang. In de hengelsport wordt er weinig op de vis gejaagd. 